# Stella Bonasera
Stella Bonasera is een personage uit de televisieserie CSI: NY, gespeeld door Melina Kanakaredes. Haar naam is afgeleid van Stella Kowalski in A Streetcar Named Desire en Amerigo Bonasera in The Godfather.

## Achtergrond
Stella Bonasera is Mac Taylors rechterhand in het New York Police Department misdaadlab. Ze begon haar carrière als een patrouille-officier en werkte ooit in Brooklyn. Ze heeft een sterke persoonlijkheid en een motivering om misdaden op te lossen en de slachtoffers te helpen. Dit leidt er soms toe dat ze in conflict komt met diegene die haar voor de voeten lopen. Als gevolg heeft ze al minstens vier klachten in haar dossier staan. Vanwege haar sterke persoonlijkheid, intelligentie en vastberadenheid staat ze bij haar collega's ook bekend als 'Statue of Liberty' (Vrijheidsbeeld).
In de aflevering "Heart of Glass" werd gesuggereerd dat ze misschien besmet is met hiv.

## Jonge jaren
Stella is een half-Grieks, half-Italiaanse wees (hoewel ze zichzelf meer als Grieks dan als Italiaans beschouwt). Ze groeide op in het St. Basil's Weeshuis, waar ze op achttienjarige leeftijd vertrok (aflevering 115, "Til Death Do We Part"). Haar ouders zijn nog altijd onbekend. Het merendeel van haar kennis over haar Griekse afkomst weet ze uit boeken.

## Relaties
Stella's meest recente relatie is die met Frankie Mala, een artiest. Frankie verscheen voor het eerst in aflevering twee van seizoen twee, "Grand Murder at Central Station," en speelde in de rest van het seizoen geregeld mee. Stella verbrak de relatie in aflevering 221, "All Access," na te hebben ontdekt dat Frankie hen stiekem had gefilmd en de beelden op internet plaatste. Hij brak echter in bij haar appartement en gijzelde haar. Stella slaagde erin zichzelf te bevrijden, maar moest uit zelfverdediging Frankie neerschieten met haar dienstwapen.
Stella geeft veel om alle leden van het team. Ze is vooral gesteld op Mac Taylor en maakt zich dan ook voortdurend zorgen om zijn fysieke en mentale gesteldheid. Stella doet dienst als Macs rechterhand.
Stella is ook beschermend tegenover de rest van haar collega's. Gedurende de aflevering "Raising Shane," verdedigde ze Danny Messer tegen een politieofficier die hem niet mocht. Toen Sheldon Hawkes' naam werd gezuiverd nadat hij was beschuldigd van een misdaad, was Stella de eerste die hem kwam opzoeken.
Stella heeft een sterke vriendschap opgebouwd met het nieuwste teamlid, Lindsay Monroe en daarnaast is ze ook goede vrienden met Det. Don Flack. Ze werken vaak samen aan zaken.

## Onder diensttijd
Stella heeft door haar gedrag reeds vier klachten op haar dossier staan. Twee daarvan zijn van misdadigers die reeds opgesloten zijn, een van een moordverdachte die werd vrijgelaten door een fout van de ADA, en de vierde is van de vader van een studente die verdacht werd van het verkopen van drugs. Stella probeert vaak uit alle macht een verdachte te laten bekennen, ook al zijn anderen het niet altijd met haar methodes eens.
Stella houdt er niet bepaald van voor de gek te worden gehouden. In de aflevering "Open And Shut" bood ze steun aan een vrouw die blijkbaar de enige overlevende was van een meervoudige moord in haar huis. Toen later bleek dat de vrouw niet het slachtoffer was maar het meesterbrein achter de moord confronteerde Stella woedend de vrouw in de ondervragingsruimte. Bij dit gesprek kwam ook Stella's "moord" op haar ex-vriend weer naar boven.
In "Heart of Glass" sneed Stella zich per ongeluk aan een stuk glas terwijl ze een plaats delict onderzocht. Hierdoor kwam ze bloot te staan aan het met hiv besmette bloed van het slachtoffer. Hoewel ze de wond onmiddellijk schoonmaakte en verbond was het kwaad misschien al geschied. Het zou nog enkele maanden duren voordat de hiv-test een definitief antwoord zou geven.
Stella's tijdige aankomst in de autopsiekamer en haar kennis over adrenaline, waren cruciaal voor het redden van het leven van Sid Hammerback, die leed aan een zware allergische reactie op een sandwich die hij had gegeten.
Stella's laatste verschijning is in 'Vacation Getaway', de laatste aflevering van seizoen 6. In de volgende aflevering (The 34th floor) wordt duidelijk dat ze is verhuisd naar New Orleans en daar hoofd van het crime lab is geworden.

## Trivia
- haar badgenummer is 8946
- ze spreekt vloeiend Grieks